# 加蒂奈地区佩尔
加蒂奈地区佩尔（法語：Pers-en-Gâtinais）是法国卢瓦雷省的一个市镇，位于该省东北部，属于蒙塔日区。该市镇总面积10.69平方公里，2009年时的人口为213人。

## 人口
加蒂奈地区佩尔人口变化图示